# Can Camp (Riells del Fai)
Can Camp és una masia del terme municipal de Bigues i Riells, a la comarca catalana del Vallès Oriental, dins del territori del poble de Riells del Fai. És al sector de ponent del terme, a la dreta del Tenes poc després que aquest riu rebi l'afluència del torrent del Villar just a ponent d'on travessa aquest riu la carretera BP-1432 pel Pont de Can Camp. A llevant de la masia hi ha el Molí de Can Camp, i a migdia la Baga de Can Camp. Aquesta abundor de topònims basats en la masia fa veure la importància que tingué dins del terme parroquial de Riells del Fai.

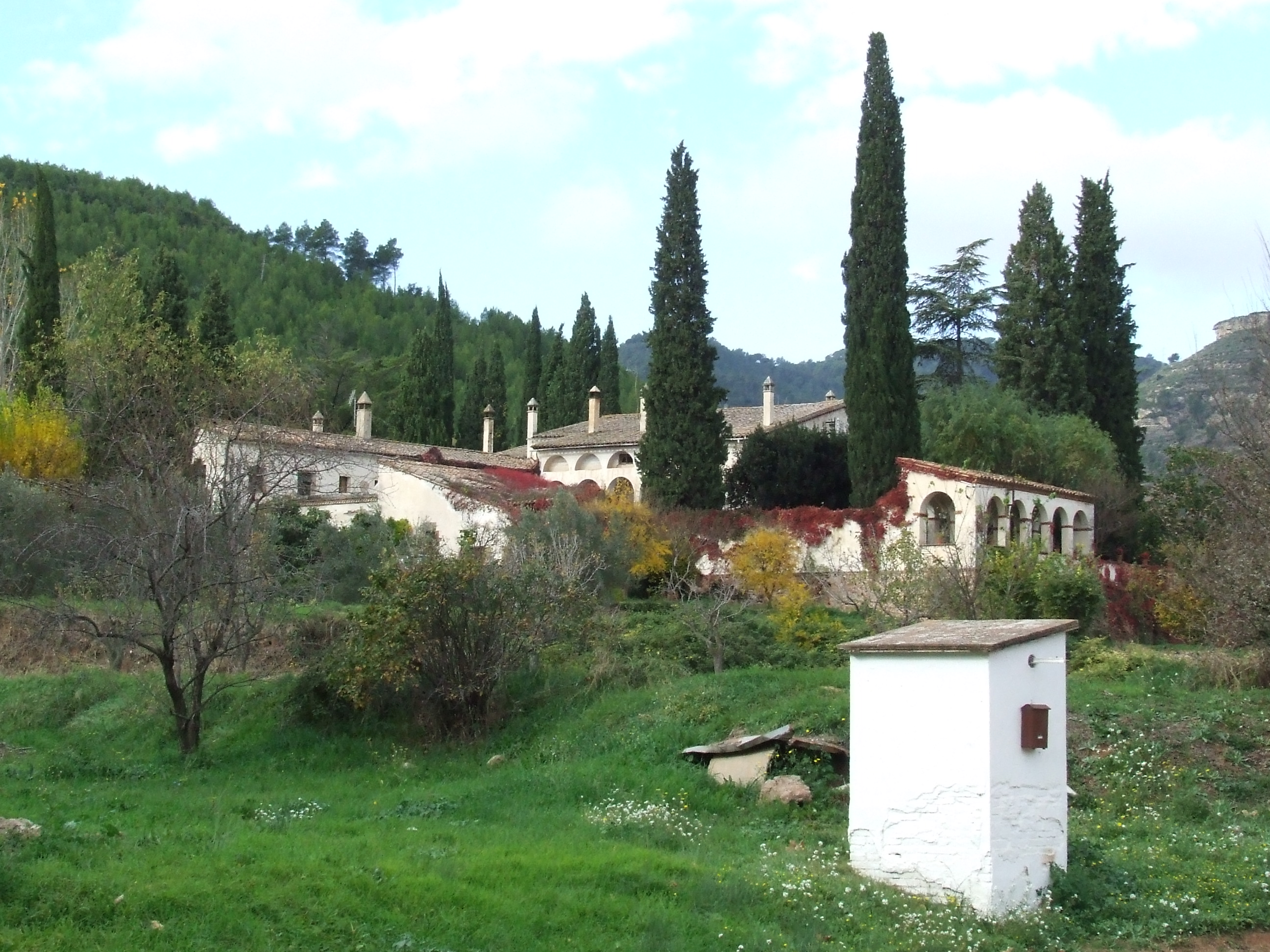
Can Camp, des del Molí de Can Camp

Camp és un llinatge molt present en aquesta zona del Vallès Oriental; hi ha masies anomenades d'aquesta mateixa manera a Caldes de Montbui, l'Ametlla del Vallès, Lliçà de Vall, a més de Granollers.
És una construcció amb elements des del segle xvii, època en què es devia construir la part més antiga, fins al xx.
Per aquesta masia hi han passat diferentes families, actualment hi viu una.

## Capella
Té capella pròpia, advocada a la Mare de Déu de les Neus i adscrita a Sant Vicenç de Riells.
Està inclosa en el «Catàleg de masies i cases rurals» de Bigues i Riells.
La seva entrada principal és en el punt quilomètric 22,125 de la carretera anteriorment esmentada.